# Chiesa di San Pietro Apostolo (Supino)
La chiesa di San Pietro Apostolo, detta anche chiesa di San Cataldo, è la parrocchiale di Supino, in provincia di Frosinone e diocesi di Frosinone-Veroli-Ferentino; fa parte della vicaria di Ferentino.

## Storia
La parrocchia di San Pietro di Supino, la più antica e la più importante del paese, fu dichiarata nel 1734 arcipretale dal vescovo di Ferentino Fabrizio Borgia.
Il medesimo presule pose poi la prima pietra della nuova parrocchiale barocca, che sarebbe andata a sostituire l'antica chiesa che versava in pessime condizioni; l'edificio, che richiama lo stile di Guarino Guarini, venne poi portato a termine verso il 1786 anche con il contributo della confraternita dello Spirito Santo, tassata di cento scudi all'anno.
Nel 1978 la chiesa fu dotata del nuovo portale maggiore, costruito da Saverio Ungheri e composto da vari pannelli contenenti raffigurazioni a tema religioso e storico.

## Descrizione

### Esterno
La facciata della chiesa, rivolta a nordovest, si compone di tre corpi, tutti e tre scanditi da lesene con capitelli festonati: quello centrale, coronato dal frontone, presenta il portale maggiore timpanato e una lunetta contenente un mosaico ritraente i Santi Cataldo e Pietro Apostolo, realizzato nel 1966 da Ugo Santurri, mentre le due ali laterali sono caratterizzate dagli ingressi minori e da finestre a lunetta.
Annesso alla parrocchiale è il campanile a base quadrata, la cui cella presenta su ogni lato una monofora a tutto sesto ed è coronata dalla tozza guglia piramidale.

### Interno
L'interno dell'edificio, a pianta centrale con cappelle laterali, si compone di tre navate, separate da pilastri sorreggenti degli archi a tutto sesto e abbelliti da lesene sopra le quali si imposta la volta; al termine dell'aula si sviluppa il presbiterio, rialzato di alcuni gradini, ospitante l'altare maggiore e chiuso dall'abside di forma semicircolare.
Qui sono conservate diverse opere di pregio, tra le quali l'organo, costruito da Johannes Conradus Werle nel 1764, l'affresco ritraente la Gloria di San Cataldo, eseguito nel 1890 da Agostino Monicelli, le tele che rappresentano i Santi Pietro, Paolo, Giovanni, Matteo, Luca e Marco, gli affreschi raffiguranti i Santi Agostino, Ambrogio, Gerolamo e Giovanni Crisostomo, risalenti al XVIII secolo, e la pala con soggetto la Consegna delle chiavi a San Pietro, firmata da Sebastiano Conca.